# Chlorotettix spinellus
Chlorotettix spinellus är en insektsart som beskrevs av Delong och Martinson 1974. Chlorotettix spinellus ingår i släktet Chlorotettix och familjen dvärgstritar. Inga underarter finns listade i Catalogue of Life.